# Hiệp định thương mại tự do Việt Nam – Hàn Quốc
Hiệp định thương mại tự do Việt Nam – Hàn Quốc (VKFTA; tiếng Anh: Viet Nam – Korea Free Trade Agreement; tiếng Hàn: 한-베트남 자유무역협정) là điều ước quốc tế được ký kết giữa Cộng hòa xã hội chủ nghĩa Việt Nam và Đại Hàn Dân Quốc về việc xây dựng khu vực thương mại tự do, hợp tác kinh tế song phương. VKFTA được khởi xướng từ năm 2009 sau khi mối quan hệ ngoại giao giữa hai nước đạt mức đối tác hợp tác chiến lược, được hai bên phối hợp nghiên cứu tính khả thi, trải qua đàm phán cụ thể các vấn đề trong giai đoạn 2012–14, và ký kết, chính thức đi vào hoạt động năm 2015, trở thành một trong những hiệp định thương mại tự do song phương đầu tiên của Việt Nam. Hiệp định này cũng được xem là một trong những thỏa thuận về thương mại, đầu tư đóng góp vào tiến trình nâng cấp quan hệ ngoại giao của hai nước lên thành đối tác chiến lược toàn diện năm 2022.
VKFTA có 17 chương, 208 điều, 15 phụ lục và một thỏa thuận thực thi hiệp định, được xây dựng dựa trên cơ sở từ các điều ước quốc tế trước đó mà hai nước là thành viên như hệ thống những quy định của Tổ chức Thương mại Thế giới, Hiệp định khuyến khích và bảo hộ đầu tư Việt Nam – Hàn Quốc, RCEP, ASEAN+3, APEC, ASEM, đi sâu hơn vào các lĩnh vực mở cửa thị trường, gia tăng ưu đãi cho đối tác. Thương mại hàng hóa với thỏa thuận giảm thiểu, xóa bỏ số lượng lớn thuế quan của các dòng sản phẩm; thương mại dịch vụ với điểm mới về vấn đề di chuyển thể nhân; và đầu tư đề cập đến việc giải quyết tranh chấp đầu tư quốc tế ở cơ quan tài phán là ICSID và UNCITRAL, là những nhóm trọng điểm được thể hiện trong VKFTA.

## Mối quan hệ kinh tế
Ngày 22 tháng 12 năm 1992, Việt Nam và Hàn Quốc chính thức thiết lập mối quan hệ ngoại giao. Năm 2001, mối quan hệ được nâng cấp từ đối tác thông thường lên mức "quan hệ đối tác toàn diện trong thế kỷ XXI" với sự nhất trí của Chủ tịch nước Trần Đức Lương và Tổng thống Kim Dae-Jung; và tiếp tục nâng cấp thành "đối tác hợp tác chiến lược" từ tháng 5 năm 2009 sau hội đàm của hai thủ tướng là Nguyễn Tấn Dũng và Han Seung-soo. Tháng 10 năm 2009, Tổng thống Lee Myung-bak tới thăm Việt Nam, cùng Chủ tịch nước Nguyễn Minh Triết ra tuyên bố chung, nhất trí bắt đầu trao đổi ý kiến về việc thành lập nhóm công tác chung để nghiên cứu khả năng thúc đẩy và tính khả thi của Hiệp định thương mại tự do Việt Nam – Hàn Quốc nhằm mở rộng hợp tác kinh tế thương mại, đầu tư. Thực hiện tuyên bố này, tháng 3 năm 2010, hai nước đã thành lập Nhóm Công tác chung về FTA Việt Nam – Hàn Quốc với thành phần là đại diện các cơ quan chính phủ, cơ quan nghiên cứu của hai nước với mục đích thực hiện các nghiên cứu chung về tính khả thi của việc ký kết một hiệp định thương mại tự do song phương.
Trước khi có tuyên bố chung về mục tiêu xây dựng VKFTA, hai nước đã ký kết Hiệp định khuyến khích và bảo hộ đầu tư Việt Nam – Hàn Quốc (VKBIT) lần đầu vào tháng 5 năm 1993, sau đó ký kết bổ sung tại Seoul vào ngày 15 tháng 9 năm 2003; ngoài ra, với tư cách là một thành viên của ASEAN, Việt Nam và Hàn Quốc chịu sự ràng buộc của Hiệp định thương mại tự do ASEAN – Hàn Quốc (AKFTA) được ký vào tháng 1 năm 2005. Theo nghiên cứu chung những năm 2010, Hàn Quốc là nước phát triển, Việt Nam là nước đang phát triển, cơ cấu sản phẩm của hai nước phần lớn có tính bổ sung cho nhau, ít cạnh tranh trực tiếp. Trước khi ký kết VKFTA, về xuất nhập khẩu: kim ngạch thương mại hai chiều tăng từ 500 triệu USD lên hơn 26 tỷ USD giai đoạn 1992–2014, Hàn Quốc đứng thứ ba trong số 10 đối tác lớn nhất của Việt Nam năm 2014, là thị trường xuất khẩu lớn thứ năm và thị trường nhập khẩu lớn thứ hai của Việt Nam. Về đầu tư, trong nhiều năm liên tục, Hàn Quốc luôn là một trong những nhà đầu tư lớn nhất tại Việt Nam, tiếp tục dẫn đầu với 505 dự án cấp mới, 179 dự án tăng vốn, với tổng số vốn đầu tư đăng ký cấp mới và tăng vốn là 7,32 tỷ USD chiếm 36,2% tổng vốn đầu tư tại Việt Nam năm 2014, trước thềm VKFTA.

## Đàm phán
Ngày 14 tháng 6 năm 2012, phía Việt Nam, Thủ tướng Nguyễn Tấn Dũng đã giao Đoàn đàm phán Chính phủ về kinh tế và thương mại quốc tế thành lập Nhóm đàm phán FTA Việt Nam – Hàn Quốc bao gồm đại diện từ các các bộ, ngành liên quan, tiến hành đàm phán với cơ quan chủ trì đàm phán là Bộ Công Thương Việt Nam, và đối tác đàm phán là Bộ Ngoại giao và Thương mại Hàn Quốc. Quá trình đàm phán chính thức khởi động vào ngày 6 tháng 8 năm 2012, hai bên đã tiến hành chín vòng đàm phán chính thức và tám phiên họp giữa kỳ, họp cấp trưởng đoàn đàm phán cho đến tháng 12 năm 2014. Các vòng đàm phán được chia cho các nhóm hàng hóa, dịch vụ, đầu tư, pháp lý – thể chế, các vấn đề về thuế quan, quy tắc xuất xứ, phòng vệ thương mại, các biện pháp kiểm dịch động thực vật (sanitary and phytosanitary measures, viết tắt: SPS), các biện pháp kỹ thuật (technical barriers to trade, viết tắt: TBT), hợp tác kinh tế; mỗi lĩnh vực đàm phán do đại diện chuyên môn của các cơ quan, tổ chức từng nước cử ra, thường từ các bộ như tài chính, đầu tư, tài nguyên và môi trường, nông nghiệp.
Ở bốn vòng đàm phán đầu, từ phiên thứ nhất vào tháng 9 năm 2012 ở Seoul cho đến phiên thứ tư ở Hà Nội vào đầu năm 2014, hai nước thống nhất được các vấn đề về nguyên tắc chung, lần lượt lập hồ sơ, liệt kê và thỏa thuận tự do hóa các loại hàng nhập khẩu, tự do hóa thuế quan, bên cạnh đó, tổ chức hội thảo với sự tham gia của Bộ Công Thương, Bộ Ngoại giao, Phòng Thương mại và Công nghiệp Việt Nam (VCCI), Phòng Thương mại và Công nghiệp Hàn Quốc (KCCI) để tham khảo các đề nghị chuyên sâu của hạng mục thương mại cụ thể. Từ 20–23 tháng 5 năm 2014, tại vòng đàm phán thứ năm, Việt Nam và Hàn Quốc đồng ý về việc gia tăng tốc độ đàm phán, ngoài việc nỗ lực hoàn thành các hạng mục ban đầu thì còn tiến hành đám phán về cạnh tranh, thương mại điện tử và, sở hữu trí tuệ, tổ chức bốn vòng tiếp theo trong nửa cuối năm 2014. Ngày 10 tháng 12 năm 2014, sau chín vòng, hai nước ký kết biên bản thỏa thuận về kết thúc đàm phán VKFTA, tiến tới ký tắt vào ngày 29 tháng 3 năm 2015 tại Busan. Vào ngày 5 tháng 5 năm 2015, được ủy quyền của các nguyên thủ quốc gia, Bộ trưởng Bộ Công Thương Vũ Huy Hoàng và Bộ trưởng Bộ Thương mại, Công nghiệp và Năng lượng Hàn Quốc Yoon Sang-jick đã ký kết chính thức VKFTA tại Hà Nội, Việt Nam.

## Nội dung chính
Hiệp định gồm 17 chương, 208 điều, 15 phụ lục và một thỏa thuận thực thi quy định. Các chương chính là: thương mại hàng hoá bao gồm các quy định chung (gọi là cam kết lời văn), và các biểu cam kết thuế quan cụ thể (gọi là cam kết mở cửa thị trường); quy tắc xuất xứ; thuận lợi hóa hải quan; phòng vệ thương mại; các biện pháp vệ sinh an toàn thực phẩm và kiểm dịch động thực vật; hàng rào kỹ thuật trong thương mại; thương mại dịch vụ; các phụ lục về dịch vụ viễn thông, dịch vụ tài chính, di chuyển thể nhân, các biểu cam kết mở cửa dịch vụ cụ thể; đầu tư; sở hữu trí tuệ; thương mại điện tử; cạnh tranh; minh bạch hóa; hợp tác kinh tế; và thể chế và các vấn đề pháp lý. Hiệp định lập thành các bản sử dụng ba ngôn ngữ là tiếng Việt, tiếng Hàn, và tiếng Anh, đều có giá trị như nhau, ưu tiên sử dụng bản tiếng Anh trong trường hợp không thống nhất. Mục tiêu chung của hiệp định cũng được nêu trong lời mở đầu:
...tin tưởng rằng một khu vực thương mại tự do sẽ tạo lập một thị trường rộng mở, an toàn cho hàng hóa và dịch vụ trong lãnh thổ của hai bên và tạo môi trường ổn định và có thể dự đoán trước cho đầu tư, qua đó nâng cao khả năng cạnh tranh của các doanh nghiệp trong nước trên thị trường toàn cầu.

### Thương mại hàng hóa

#### Thuế quan
Các cam kết thuế quan thương mại hàng hóa trong VKFTA được xây dựng trên nền tảng các cam kết thuế quan trong Hiệp định thương mại tự do ASEAN – Hàn Quốc, bởi Việt Nam là một thành viên của ASEAN, nhưng với mức độ tự do hóa cao hơn. Hiệp định quy định cắt giảm thêm một số dòng thuế mà trong AKFTA chưa được cắt giảm hoặc mức độ cắt giảm còn hạn chế, theo đó: Hàn Quốc xóa bỏ thêm cho Việt Nam 506 dòng thuế (chiếm 4,14% biểu thuế và tương đương với 5,5% tổng kim ngạch nhập khẩu từ Việt Nam vào Hàn Quốc năm 2012); và Việt Nam xóa bỏ thêm cho Hàn Quốc 265 dòng thuế (chiếm 2,2% biểu thuế và tương đương với 5,91% tổng kim ngạch nhập khẩu vào từ Hàn Quốc vào Việt Nam năm 2012). Với sự liên kết giữa các hiệp định, tổng hợp các cam kết trong VKFTA và AKFTA thì Hàn Quốc sẽ xóa bỏ cho Việt Nam 11.679 dòng thuế (chiếm 95,44% biểu thuế và tương đương với 97,22% tổng kim ngạch nhập khẩu từ Việt Nam vào Hàn Quốc năm 2012); Việt Nam sẽ xóa bỏ cho Hàn Quốc 8.521 dòng thuế (chiếm 89,15% biểu thuế và tương đương 92,72% tổng kim ngạch nhập khẩu từ Hàn Quốc vào Việt Nam năm 2012).
| Việt Nam cắt giảm cho Hàn Quốc | Ngành                                                          | Số dòng | Số dòng | Ngành                                                                  | Hàn Quốc cắt giảm cho Việt Nam |
| ------------------------------ | -------------------------------------------------------------- | ------- | ------- | ---------------------------------------------------------------------- | ------------------------------ |
| Việt Nam cắt giảm cho Hàn Quốc | Nguyên phụ liệu dệt may, da giày                               | 31      | 7       | Nhóm tôm                                                               | Hàn Quốc cắt giảm cho Việt Nam |
| Việt Nam cắt giảm cho Hàn Quốc | Động cơ, linh kiện, phụ tùng ô tô                              | 33      | 24      | Nhóm dệt may                                                           | Hàn Quốc cắt giảm cho Việt Nam |
| Việt Nam cắt giảm cho Hàn Quốc | Nguyên liệu nhựa                                               | 8       | 64      | Nhóm sản phẩm gỗ                                                       | Hàn Quốc cắt giảm cho Việt Nam |
| Việt Nam cắt giảm cho Hàn Quốc | Điện gia dụng                                                  | 15      | 18      | Nhóm hoa quả nhiệt đới (tươi, đóng hộp)                                | Hàn Quốc cắt giảm cho Việt Nam |
| Việt Nam cắt giảm cho Hàn Quốc | Máy móc thiết bị (ắc quy, máy biến thế, động cơ điện)          | 16      | 68      | Nhóm thủy sản (đông lạnh, đóng hộp) gồm các mặt hàng cá, cua (trừ mực) | Hàn Quốc cắt giảm cho Việt Nam |
| Việt Nam cắt giảm cho Hàn Quốc | Ô tô (1 dòng xe tải trên 10 tấn, 1 dòng ô tô con trên 3000 cc) | 2       | 7       | Nhóm tỏi, gừng (khô, đông lạnh)                                        | Hàn Quốc cắt giảm cho Việt Nam |
| Việt Nam cắt giảm cho Hàn Quốc | Sản phẩm & linh kiện điện tử                                   | 31      | 50      | Nhóm rau quả và nông sản                                               | Hàn Quốc cắt giảm cho Việt Nam |
| Việt Nam cắt giảm cho Hàn Quốc | Mỹ phẩm                                                        | 7       | 1       | Mật ong                                                                | Hàn Quốc cắt giảm cho Việt Nam |
| Việt Nam cắt giảm cho Hàn Quốc | Dược phẩm                                                      | 6       | Khác    | Các hàng hóa khác (cà phê, hóa chất, thực phẩm chế biến…)              | Hàn Quốc cắt giảm cho Việt Nam |
| Việt Nam cắt giảm cho Hàn Quốc | Dây điện, cáp điện                                             | 4       | —       | —                                                                      | Hàn Quốc cắt giảm cho Việt Nam |
| Việt Nam cắt giảm cho Hàn Quốc | Hàng hóa khác                                                  | Khác    | —       | —                                                                      | Hàn Quốc cắt giảm cho Việt Nam |
| Tổng cộng                      | Tổng cộng                                                      | 200     | 502     | Tổng cộng                                                              | Tổng cộng                      |

Bên cạnh đó, hai bên thỏa thuận rằng, trong quá trình thực thi hiệp định, hai bên có thể tham vấn và xây dựng thỏa thuận bổ sung để đẩy nhanh hơn tốc độ cắt giảm hoặc xóa bỏ thuế quan. Trong trường hợp một bên đơn phương đẩy nhanh việc cắt giảm hoặc xóa bỏ thuế quan và đã thực hiện các thủ tục thông báo chính thức cho bên kia thì hoạt động này sau khi chính thức có hiệu lực sẽ không được rút lại. Mỗi bên không được phép tăng thuế hay áp đặt thêm các loại thuế mới đối với hàng hóa của bên kia trừ khi: (i) tăng các loại thuế mà trước đó đã đơn phương giảm thuế nhưng không thuộc các trường hợp thỏa thuận giảm thuế bổ sung hoặc đơn phương giảm thuế có thông báo chính thức như Điều 2.3.3, VKFTA; hoặc (ii) áp thuế hay tăng thuế thực hiện theo quyết định giải quyết tranh chấp của Cơ quan Giải quyết Tranh chấp Tổ chức Thương mại Thế giới.

#### Quy tắc xuất xứ
Để được hưởng ưu đãi thuế quan trong VKFTA, hàng hóa phải đáp ứng được các quy tắc xuất xứ của hiệp định. Theo đó, hàng hóa sẽ được coi là có xuất xứ tại Việt Nam hoặc Hàn Quốc nếu đáp ứng được một trong các điều kiện là: có xuất xứ thuần túy hoặc được sản xuất toàn bộ tại lãnh thổ của bên xuất khẩu; được sản xuất toàn bộ tại lãnh thổ của bên xuất khẩu và chỉ từ các nguyên liệu có xuất xứ; hoặc không có xuất xứ thuần túy hoặc không được sản xuất toàn bộ tại lãnh thổ của bên xuất khẩu nhưng đáp ứng được các yêu cầu về quy tắc xuất xứ được quy định cụ thể trong hiệp định về quy tắc xuất xứ cụ thể từng mặt hàng, các hàng hóa đặc biệt. Để được hưởng ưu đãi thuế quan thì hàng hóa cần đáp ứng được tiêu chí tỷ lệ hàm lượng giá trị khu vực (regional value content, viết tắt: RVC) theo quy định, thường là trên 40%; hoặc chuyển đổi mã HS từ nhóm này sang nhóm khác; hoặc thuộc nhóm các sản phẩm dệt may, trải qua một công đoạn sản xuất hoặc chế biến duy nhất.
Với hàm lượng giá trị khu vực, có hai cách tính, cách tính trực tiếp (build-up): {\displaystyle {RVC}} = {\displaystyle {\tfrac {VOM}{FOB}}} x 100%; hoặc gián tiếp (build-down): {\displaystyle {RVC}} = (1 – {\displaystyle {\tfrac {VNM}{FOB}}}) x 100%. Trong đó, VOM là trị giá của các nguyên liệu có xuất xứ (value of origin materials), bao gồm trị giá của chi phí nguyên liệu có xuất xứ, chi phí lao động, chi phí sản xuất chung (overhead cost), lợi nhuận và các chi phí khác; VNM là trị giá của nguyên liệu không có xuất xứ (value of non-originating materials), bao gồm trị giá CIF của nguyên liệu, bộ phận hay hàng hóa tại thời điềm nhập khẩu, hoặc giá mua đầu tiên xác định được của nguyên liệu, bộ phận hay hàng hóa không xác định được xuất xứ tại lãnh thổ của Bên nơi diễn ra các công đoạn sản xuất hoặc chế biến; và FOB.

### Thương mại dịch vụ
Đối với thương mại dịch vụ, hiệp định chia làm hai phần: (i) cam kết về nguyên tắc, bao gồm các định nghĩa, các quy định chung về nghĩa vụ là đối xử quốc gia (NT), đối xử tối huệ quốc (MFN), các phụ lục về tài chính, viễn thông, di chuyển thể nhân; và (ii) cam kết về mở cửa thị trường, gồm phụ lục riêng các danh mục mở cửa của Việt Nam và Hàn Quốc về từng lĩnh vực dịch vụ. Vói lĩnh vực này, phương pháp tiếp cận là chọn – cho tương tự như trong Tổ chức Thương mại Thế giới, tức là mỗi bên sẽ có một danh mục các lĩnh vực cam kết trong đó liệt kê các lĩnh vực mở cửa và mức độ mở cửa các lĩnh vực nào không được liệt kê là không có cam kết và bên đó có quyền tùy ý quy định. Tuy vẫn là chọn – cho, nhưng VKFTA vẫn để mở khả năng đàm phán lại theo phương pháp chọn – bỏ, cụ thể, nếu một trong hai bên thông qua bất kỳ hiệp định nào về thương mại dịch vụ với một bên thứ ba mà sử dụng phương pháp tiếp cận chọn – bỏ, thì Việt Nam hay Hàn Quốc có thể yêu cầu bên kia đàm phán lại thương mại dịch vụ, đầu tư trong VKFTA dựa trên phương pháp tiếp cận chọn – bỏ, và đặt mục tiêu kết thúc trong vòng một năm.
VKFTA có điểm mới so với AKFTA khi thêm thỏa thuận về dịch vụ viễn thông và di chuyển thể nhân. Ở viễn thông, có điều chỉnh các biện pháp, chính sách và các văn bản quy phạm pháp luật liên quan đến thương mại mạng và dịch vụ viễn thông công cộng như truy cập và sử dụng dịch vụ, kết nối, bán lại, bảo hộ cạnh tranh, chuyển mạng giữ số, dịch vụ kênh đi thuê. Ở di chuyển thể nhân, đặt ra các quyền và nghĩa vụ bổ sung ngoài các quyền và nghĩa vụ quy định cụ thể trong các biểu cam kết dịch vụ của mỗi bên mà trong đó có các cam kết về phương thức dịch vụ hiện diện thể nhân, bao gồm các nội dung về quản lý, cấp phép, điều kiện và hạn chế đối với di chuyển thể nhân. Bên cạnh đó, về tiếp cận thị trường, Việt Nam mở cửa hơn cho Hàn Quốc ở phân ngành: dịch vụ quy hoạch đô thị và kiến trúc cảnh quan đô thị, dịch vụ cho thuê máy móc và thiết bị khác không kèm người điều khiển; và Hàn Quốc mở cửa hơn cho Việt Nam trong phân ngành: dịch vụ pháp lý, dịch vụ chuyển phát, dịch vụ bảo dưỡng và sửa chữa đường sắt, dịch vụ hỗ trợ dịch vụ vận tải đường sắt, dịch vụ nghiên cứu và phát triển khoa học tự nhiên.

### Đầu tư

#### Cam kết chung
Việt Nam và Hàn Quốc cam kết sẽ đảm bảo quyền lợi cho các nhà đầu từ và khoản đầu tư thông qua các nghĩa vụ đối xử quốc gia, đối xử tối huệ quốc giống với các hiệp định trước đó, và yêu cầu về hoạt động (performance requirements, PR), và nhân sự quản lý cao cấp (senior management and board of directors, SMBD). Với PR, cam kết không áp dụng một số biện pháp ảnh hưởng đến các nhà đầu tư của bên kia như các yêu cầu: nhà đầu tư phải đạt một tỷ lệ hàm lượng nội địa nhất định; ưu tiên mua hàng nội địa; ràng buộc tỷ lệ nhập khẩu với xuất khẩu; hạn chế việc bán hàng trên lãnh thổ của nước đó; xuất khẩu hàng đạt một tỷ lệ nhất định; chuyển giao công nghệ, quy trình, bí quyết sản xuất cho chủ thể của bên kia. Với SMBD, cam kết không đặt ra các yêu cầu về quốc tịch đối với nhân sự quản lý cao cấp trong doanh nghiệp đầu tư của bên kia, nhưng có thể yêu cầu đa số thành viên hội đồng quản trị phải mang một quốc tịch nhất định, hoặc phải cư trú trên lãnh thổ của bên nhận đầu tư nhưng không được làm ảnh hưởng đáng kể tới khả năng kiểm soát khoản đầu tư của nhà đầu tư. Ngoài bốn nghĩa vụ cơ bản này, VKFTA còn có các cam kết về tiêu chuẩn đối xử, đền bù thiệt hại, tước quyền sở hữu và bồi thường, chuyển tiền, thế quyền, từ chối lợi ích nhằm đảm bảo quyền lợi/đền bù quyền lợi khi bị vi phạm cho các nhà đầu tư của bên kia.

#### Giải quyết tranh chấp
VKFTA quy định, cơ chế giải quyết tranh chấp đầu tư trong hiệp định chỉ áp dụng cho các tranh chấp giữa Việt Nam hoặc Hàn Quốc và nhà đầu tư của nước còn lại do nhà nước vi phạm một số nghĩa vụ cam kết về đầu tư trong hiệp định, gây thiệt hại đến nhà đầu tư hoặc khoản đầu tư của nhà đầu tư, liên quan đến việc quản lý, thực hiện, vận hành, hoặc bán hoặc các hình thức định đoạt khác khoản đầu tư đó. Chủ thể giải quyết tranh chấp là tòa án hành chính của nước nhận đầu tư theo quy trình và thủ tục sẽ theo quy định và pháp luật của nước đó; hoặc trọng tài. Quy trình giải quyết tranh chấp bằng trọng tài có bốn bước là: (i) nhà đầu tư thông báo về ý định khởi kiện ra trọng tài cho nhà nước mà đầu tư muốn kiện; (ii) hai bên tiến hành tham vấn, thương lượng; (iii) nộp đơn kiện nếu tham vấn không thành công; (iv) trọng tài giải quyết tranh chấp; và (v) thực thi phán quyết. Hiệp định có những quy định mang tính mới, chưa có ở các hiệp định thương mại tự do trước đó mà Việt Nam ký kết về vấn đề giải quyết tranh chấp đầu tư quốc tế giữa nhà đầu tư và nhà nước, đó là đề cập đến Trung tâm Quốc tế về Giải quyết Tranh chấp Đầu tư (ICSID). Theo đó, khi hai bên tham vấn không thành công thì nhà đầu tư đó có thể nộp đơn khởi kiện ra trọng tài theo Công ước ICSID và Quy tắc ICSID về Tố tụng trọng tài, nếu Việt Nam và Hàn Quốc là thành viên của Công ước ICSID. Trên thực tế, tính đến khi ký kết VKFTA, Hàn Quốc là thành viên của Công ước ICSID nhưng Việt Nam thì không, và theo đó tranh chấp tiến hành theo Quy tắc Phụ trợ ICSID, hoặc theo Quy tắc Trọng tài của Ủy ban Liên Hợp Quốc về Luật Thương mại Quốc tế (UNCITRAL).

## Ảnh hưởng
Dựa trên cơ sở là Hiệp định thương mại tự do ASEAN – Hàn Quốc, Hàn Quốc bắt đầu tiến trình đàm phán xây dựng hiệp định thương mại tự do các các nước thành viên của ASEAN và Việt Nam trở thành nước thứ hai, sau Singapore, hoàn thành hiệp định này, và trước một nước khác là Indonesia. So với AKFTA, trong VKFTA, Hàn Quốc mở cửa nhiều hơn cho các sản phẩm xuất khẩu của Việt Nam, lần đầu tiên mở cửa thị trường đối với một số sản phẩm được coi là nhạy cảm cao của Hàn Quốc như tỏi, gừng, mật ong, khoai lang, khi mà thuế nhập khẩu của Hàn Quốc đối với những mặt hàng này rất cao từ 241–420% trước khi ký kết, mở ra cơ hội rất lớn cho các doanh nghiệp xuất khẩu nông sản của Việt Nam. Trên thực tế, với việc ký kết VKFTA, lấy mốc là năm 2015, quan hệ kinh tế giữa hai nước phát triển sang một giai đoạn mới. Về thương mại, kim ngạch thương mại song phương năm 2014 đạt 26 tỷ USD, tăng lên thành 46,1 tỷ USD năm 2016, Việt Nam tiếp tục là nước nhập siêu, tuy nhiên tỷ trọng xuất khẩu gia tăng so với nhập khẩu, các mặt hàng thuộc nhóm cắt giảm thuế dẫn đầu tỷ lệ tăng trưởng như tôm (giảm từ 20% về miễn thuế), hạt điều (từ 8% về 1,8%), xoài (từ 30% về 18%). Về đầu tư, Hàn Quốc tiếp tục là nước đầu tư dẫn đầu vào Việt Nam, nhiều tập đoàn lớn bắt đầu tiếp cận hoặc gia tăng số lượng dự án đầu tư so với thời điểm trước đó, như Samsung, LG, Doosan, các dự án tập trung vào công nghiệp chế tạo, sản xuất phục vụ xuất nhập khẩu. Tính đến cuối năm 2019, trong chu kỳ thương mại thông thường trước khi diễn ra đại dịch COVID-19, kim ngạch thương mại song phương tăng lên đạt 66,79 tỷ USD, FDI Hàn Quốc vào Việt Nam đạt 7,92 tỷ USD. Tiến trình thực hiện hiệp định được xem là một đóng góp lớn cho mối quan hệ giữa hai nước, góp phần giúp Việt Nam và Hàn Quốc chuẩn bị cho việc gia tăng lên thành đối tác chiến lược và toàn diện năm 2022.
Về cơ chế phối hợp, dựa trên các điều khoản VKFTA được mở rộng, hai nước có nhiều cuộc trao đổi, hội thảo để cộng đồng doanh nghiệp nâng cao khả năng khai thác các ưu đãi của hiệp định, thống nhất những vấn đề phát sinh trong quá trình thực thi. Đối với cơ chế thực thi hiệp định, các cơ quan, tổ chức tương ứng với mỗi một lĩnh vực được thành lập như Tiểu ban Hợp tác kinh tế; Hải quan; Phòng vệ thương mại; SPS; TBT; Đầu tư được duy trì. Hai bên ký kết biên bản ghi nhớ về việc thành lập website chung về VKFTA, thành lập nhóm xử lý khó khăn cho doanh nghiệp Việt Nam và Hàn Quốc (Viet Nam Plus – Korea Plus), Ý định thư (Letter of Intent, LOI) giữa Cục Công nghiệp Việt Nam và Viện Công nghệ cao Hàn Quốc (KIAT) về việc thành lập Trung tâm Tư vấn và Giải pháp công nghệ Việt Nam – Hàn Quốc (TASK).